# Perotrochus charlestonensis
Perotrochus charlestonensis (Askew, 1987) é uma espécie de molusco gastrópode marinho da família Pleurotomariidae, nativa da região oeste do oceano Atlântico.

## Descrição
Perotrochus charlestonensis possui concha em forma de turbante, chegando a até 9 centímetros. Coloração branca a creme, com estrias castanhas. Interior da abertura, lábio interno e área umbilical, fortemente nacarados.

## Distribuição geográfica
São encontrados em águas profundas do oeste do oceano Atlântico (na costa da Carolina do Sul, com seu holótipo coletado em profundidade de 213 metros, na região de Charleston).